# 加蘭圍-活蘭

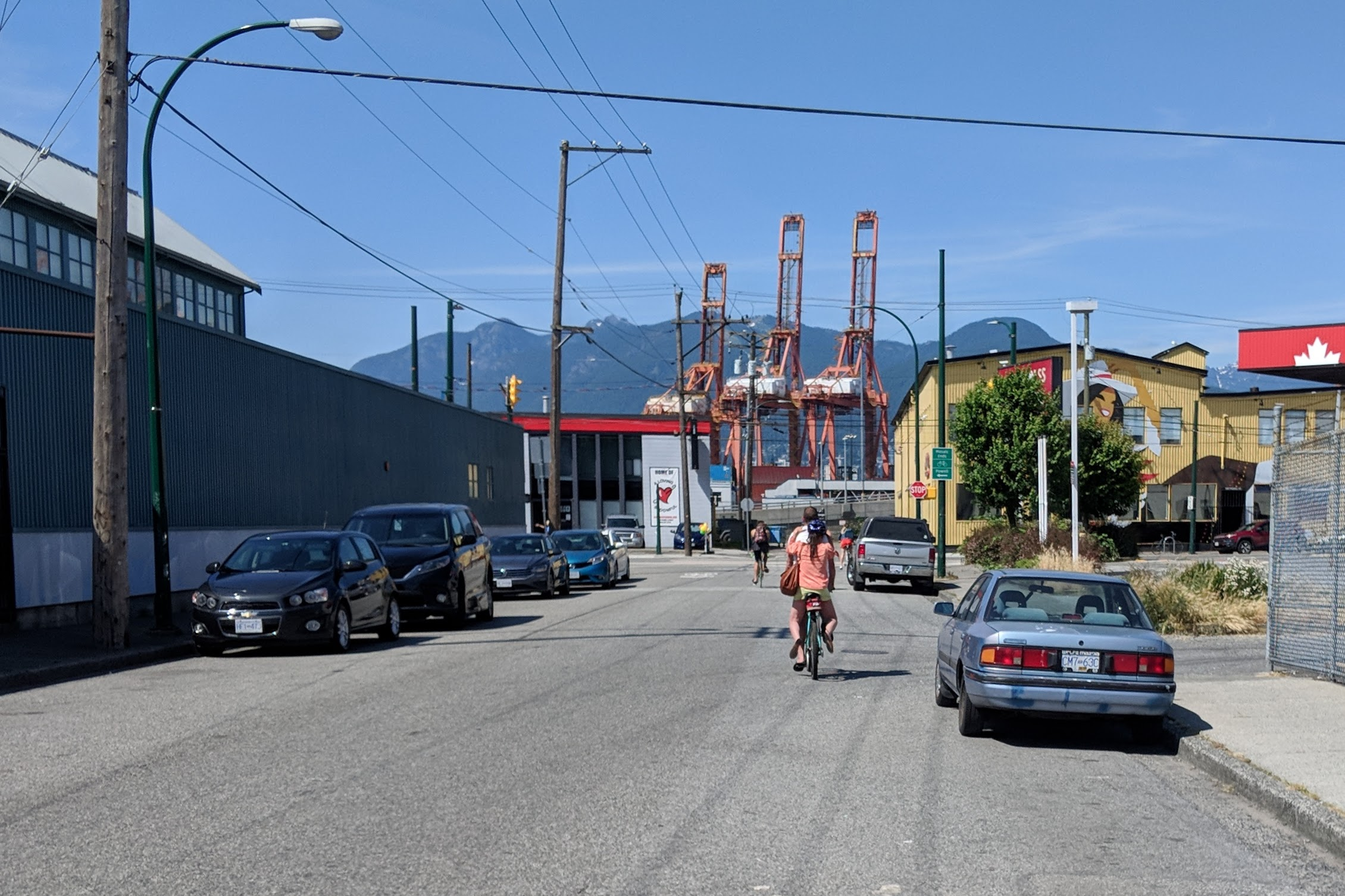
溫哥華港位於該社區的北端。

加蘭圍-活蘭是加拿大卑詩省溫哥華的一個社區，位於市中心以東，從布勒內灣海岸向南延伸，涵蓋了金馬素街（Commercial Drive）的部分區域。它是溫哥華一個發達的社區，是商業、工業、單戶及多戶住宅的充滿活力的混合體，具有豐富的族裔歷史及特色。
加蘭圍-活蘭位於溫哥華地區的中心地帶，從繁忙的布勒內灣南岸向南延伸至該市主要東西向道路之一的百老匯街（Broadway）。該社區的西部邊界是卡勒街（Clark Drive），東部邊界是納奈莫街（Nanaimo Street）。該區交通繁忙，喜士定街（Hastings Street）及1街穿過該社區，域多利街（Victoria Drive）及金馬素街則南北貫穿該地區。
該社區的大部分建築都建在貫穿溫哥華東部東西向延伸的高地上，可以欣賞到整個城市及海灣的景色。

## 外部連結
- https://web.archive.org/web/20060427033128/http://www.city.vancouver.bc.ca/community_profiles/grandview_woodland/
- https://archive.today/20031010192847/http://www.discovervancouver.com/GVB/grandview.asp
- http://www.thedrive.ca/ （页面存档备份，存于）